# Haeckelia
Haeckelia is een geslacht van ribkwallen uit de klasse van de Tentaculata.

## Soorten
- Haeckelia beehleri (Mayer, 1912)
- Haeckelia bimaculata C. Carré & D. Carré, 1989
- Haeckelia filigera (Chun, 1880)
- Haeckelia rubra (Kölliker, 1853)